# Rodrigo Sperafico
Pour les articles homonymes, voir Sperafico.
Rodrigo Sperafico né le 23 juillet 1979 à Toledo est un pilote automobile brésilien.

Son frère jumeau Ricardo est lui aussi pilote automobile.

Il est le cousin de Rafael Sperafico.

## Carrière automobile
- 1997 : Formule Ford Britannique, 9e
- 1998 : Formule 3 sudaméricaine, 7e
- 1999 : Formule 3 sudaméricaine, 3e (2 victoires)
- 2000 : Formule 3000 Italienne, 4e
- 2001 : Formule 3000, non classé
- 2002 : Formule 3000, 6e
  - World Series by Nissan, 18e
- 2003 : World Series by Nissan, non classé
- 2004 : StockCar Brésil, 25e
- 2005 : StockCar Brésil, 13e
- 2006 : StockCar Brésil, 9e
- 2007 : StockCar Brésil, 2e (2 victoires)

## Résultats en Formule 3000
| Saison | Écurie          | Châssis     | Moteur | GP disputés | Pole positions | Victoires | Meilleurs tours | Podiums | Points inscrits | Classement |
| ------ | --------------- | ----------- | ------ | ----------- | -------------- | --------- | --------------- | ------- | --------------- | ---------- |
| 2001   | Coloni F3000    | Lola T99/50 | Zytek  | 9           | 0              | 0         | 0               | 0       | 0               | n.c        |
| 2002   | Durango Formula | Lola B2/50  | Zytek  | 12          | 0              | 1         | 0               | 3       | 20              | 6e         |